# 千根草
千根草（学名：Euphorbia thymifolia），为大戟科大戟属的植物，又称乳仔草、红乳草、细本乳仔草、乳汁草（岭南）、痢疾草（广东）、细叶飞扬草（广州）、萹蓄草（台湾）。分布在亚热带、热带、台湾岛以及中国大陆的云南、广东、海南、广西、浙江、湖南、福建、江苏、江西等地，生长于海拔430米至1,600米的地区，一般生长在屋旁、路旁、稀疏灌丛等、草丛和沙质土，目前已由人工引种栽培。

## 别名
细叶地锦草，小飞扬（云南种子植物名录）

## 外部連結
- 千根草, Qiangencao 藥用植物圖像數據庫 (香港浸會大學中醫藥學院) （繁體中文）（英文）
- 小飛揚 Xiao Fei Yang（页面存档备份，存于） 中藥標本數據庫 (香港浸會大學中醫藥學院) （繁體中文）（英文）